# Birmingham Corporation Tramways
Birmingham Corporation Tramways (BCT) is een openbaarvervoerbedrijf dat een tram- en trolleybusnetwerk in de Britse stad Birmingham exploiteerde. Ze functioneerde tussen 1904 en 1953. In dat jaar werden de tramlijnen in Birmingham opgeheven. Het netwerk was het grootste meterspoornetwerk in het Verenigd Koninkrijk.
Sinds 1999 is een deel van het oude tracé in gebruik door een nieuw trambedrijf, Midland Metro.

## Geschiedenis
BCT is een samensmelting van enkele kleine trambedrijven die op particulier initiatief waren ontstaan. De City of Birmingham Tramways Company Ltd functioneerde bijvoorbeeld van 1896 tot 1911 en deze kwam ook weer voort uit een fusie tussen enkele bedrijfjes (Birmingham and District Tramways Company Ltd, Birmingham Tramways and Omnibus Company Ltd en Birmingham Central Tramways Company Ltd). In 1902 bereikte BCT haar grootste omvang. Het had 21 elektrische trams, 54 kabeltrams, meer dan honderd op stoom voortgedreven railomnibussen, 45 paardentrams en 608 paarden. In 1911 slokte de BCT alle bedrijven op en bouwde het netwerk uit tot een netwerk van 130 kilometer groot, 45 tramlijnen, iets meer dan 800 trams en het werd daarmee, na de trambedrijven in Londen, Glasgow en Manchester, het grootste in het Verenigd Koninkrijk. Doordat Birmingham een groot aantal zelfstandige steden en dorpen om haar grondgebied heeft, ontstonden vele tramlijnen naar die gebieden en werden sommige lijnen met het naburige trambedrijf geëxploiteerd. Dit was het geval in de samenwerking met het trambedrijf in West Bromwich (Borough of Sandwell) dat weer verbonden was met die van Wolverhampton (Wolverhampton Corporation Tramways), Dudley en Walsall. Het bedrijf groeide uit tot een pionier op het gebied van vrije trambanen naar de nieuwe buitenwijken, bv. Rednal en Rubery - die in de jaren 1920 en 30 werden gebouwd. Het grootste aantal passagiers werd tussen 1923 en 1924 vervoerd: iets meer dan 214.000.000.
In 1937 werd BCT Birmingham City Transport omdat ook diesel- en trolleybuslijnen delen gingen uitmaken van het vervoersnetwerk. In het begin van de crisisjaren waren al tramlijnen opgeheven, lijnen 22 en 34 in 1930, 16 in 1934 en 4 en 17 in 1937. Lijn 7 naar Neschells werd in 1931 omgebouwd tot de eerste trolleybuslijn. In 1934 volgden de tramlijnen over Coventry Road. Ook hier gingen trolleybussen rijden. Bij alle andere opheffingen in die jaren ging het om vervanging door dieselbussen. Omdat het bedrijf gedurende de Birmimgham Blitz grote schade had opgelopen kwam het zwaar gehavend uit de Tweede Wereldoorlog. Daarom werd besloten zowel tram- als trolleybus op te heffen. In 1951 werd de trolleybus opgeheven en op 4 juli 1953 reden de tramlijn 1, 63, 78, 63 en 79 voor het laatst. Daarvoor waren tussen de jaren 1947 en 1954 liefst 1748 nieuwe dubbeldeksbussen aangeschaft. Birminghams tram 365 uit 1911 is gerestaureerd en te bewonderen in het Thinktank museum. Tram 107 uit 1906 wordt door het Aston Manor Transport Museum gerestaureerd.

## Tramlijnennet

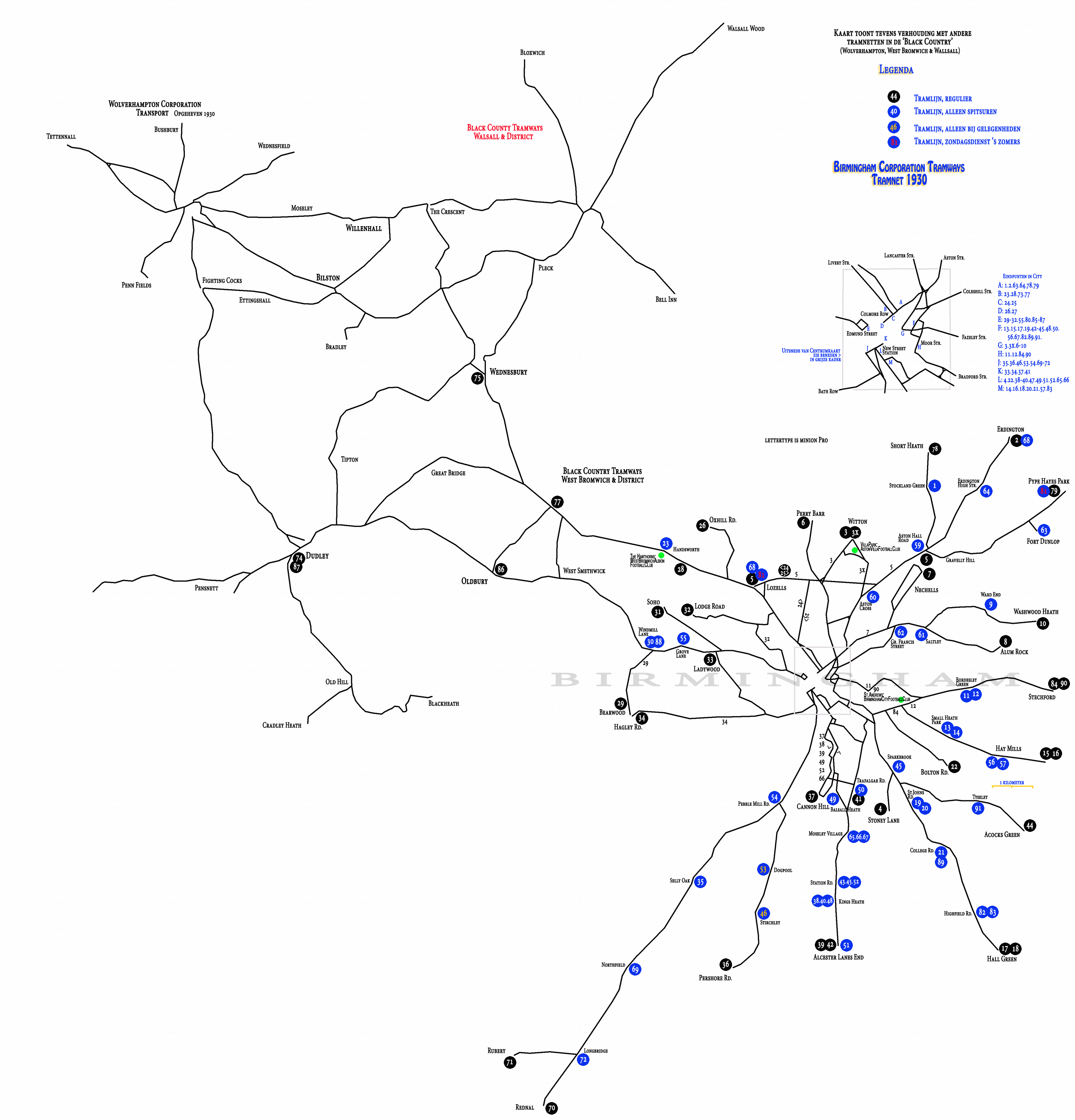
Tramnet van Birmingham en de verhouding ten opzichte van de omringende steden in 1930

Op haar hoogtepunt (1930) waren er in Birmingham bijna 90 tramlijnen maar het systeem was zodanig opgezet dat er tot 4 tramlijnen één hoofdlijn aanvulde. Alle tramlijnen die niet de hele hoofdlijn bereden hadden een ander lijnnummer. In vele andere steden werd dit opgelost met bijvoorbeeld de toevoeging van een A of B achter het nummer of een rode doorstreping van het lijnnummer. Er bestonden reguliere tramlijnen, spitsuurdiensten in één richting (stad in- of uitwaarts), zondagslijnen en voetballijnen. De andere bijzonderheid van het tramnetwerk was dat een rit van een buitenwijk van de stad naar een andere buitenwijk niet mogelijk was. Alle lijnen eindigde in het centrum op X verschillende eindpunten. Wilde men van de ene buitenwijk naar de ander dan moest men meestal een behoorlijk stuk door het stadscentrum lopen om de andere tramlijn te bereiken. (Gedeeltelijke) ringlijnen of doorgaande lijnen die zodanige verbindingen konden leveren, kende BCT niet. De volgende indeling voor het onderscheiden van hoofd- en versterkingslijnen werd gehanteerd:
- 2 – Erdington Line > 59, 60 en 64 versterkingslijnen
- 3 en 3X – Witton Lines
- 4 – Stoney Lane Line
- 5 – Lozells Line
- 6 – Perry Barr Line
- 7 – Nechells Line
- 8 – Alum Rock Line > 61 versterkingslijn
- 10 – Washwood Heath Line > 9 en 62 versterkingslijnen
- 15 en 16 – Yardley Lines > 13, 14, 56 en 57 versterkingslijnen
- 17, 18 en 20 – Stratford Road Lines > 19, 21, 58 en 82 versterkingslijnen
- 23 – Handsworth Line > 28 versterkingslijn
- 24 en 25 – Lozells Lines
- 26 – Oxhill Road Line > 27 versterkingslijn
- 29 en 34 – Bearwood Lines > 30 en 55 versterkingslijnen
- 31 – Soho Line
- 32 – Lodge Road Line
- 33 – Ladywood Line
- 36 – Cotteridge Line > 46 versterkingslijn
- 37 – Cannon Hill Park Line
- 39, 42 en 51 – Alcester Lanes End Lines > 38, 40, 49, 52, 65, 66, 43, 48 en 67 versterkingslijnen
- 44 – Acocks Green Line > 91 versterkingslijn
- 45 – Sparkbrook Line
- 50 – Moseley Road Line > 41 versterkingslijn
- 53 – Dogpool Lane Line
- 63 – Fort Dunlop Line
- 70 – Rednal Line > 35, 54, 69 en 72 versterkingslijnen
- 71 – Rubery Line
- 74 en 87 – Dudley Lines > 76, 77, 85, 86 en 88 versterkingslijnen
- 75 – Wednesbury Line
- 78 – Short Heath Line > 1 versterkingslijn
- 79 – Pype Hayes Park Line > 63 en 81 (zondagen) versterkingslijn
- 84 en 90 – Stechford Lines > 11 en 12 versterkingslijnen